# 盧巴角
65°4′S 63°56′W / 65.067°S 63.933°W

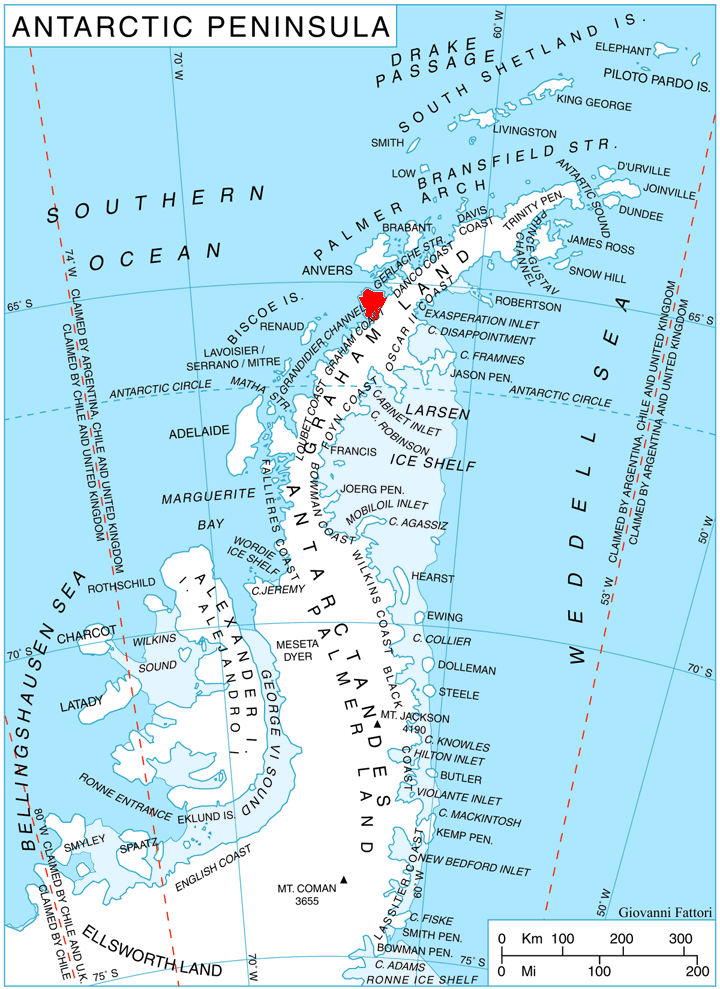

盧巴角是南極洲的海岬，位於葛拉漢地西岸的基輔半島，是德隆克勒灣入口處的北部，由比利時的探險隊發現，該海岬由讓-巴蒂斯特·夏古率領的法國探險隊繪入地圖。

## 外部連結
- SCAR Composite Gazetteer of Antarctica（页面存档备份，存于）.